# بير محمد (قلعة خواجة)
بير محمد (بالفارسية: پیرمحمود) هي منطقة سكنية تقع في إيران في قسم قلعة خواجة الريفي. يقدر عدد سكانها بـ 32 نسمة بحسب إحصاء 2016.